# 청춘 (드라마)
《청춘》은 1999년 3월 1일부터 1999년 3월 30일까지 방영된 MBC 월화 미니시리즈이다.

## 줄거리
첫사랑, 기다리는 사랑, 불행한 사랑 등 다양한 사랑의 형태를 네 젊은이를 통해 살펴보고자 한다.

## 등장 인물
- 장동건[1]: 강현우 역
- 김현주: 원영 역
- 황수정: 채희 역
- 황인성: 상민 역
- 고호경: 원미 역
- 이규한: 수현 역
- 김자옥
- 박형준: 동우 역
- 한고은
- 김갑수
- 송재호
- 송귀현
- 송영웅
- 신국
- 이윤성
- 박정규
- 원종선
- 황병훈
- 이미숙
- 진봉진
- 한태일
- 윤시후
- 김태은
- 김준희
- 장기백
- 김승수
- 권인선
- 박형선
- 김정은
- 김옥주
- 이성호
- 이용이
- 추소영
- 정호영
- 김현수
- 진윤희
- 구본승
- 허성수
- 함신영
- 홍은희
- 송일국

## OST
| #            | 제목                                 | 작사         | 작곡            | 아티스트        | 재생 시간 |
| ------------ | ------------------------------------ | ------------ | --------------- | --------------- | --------- |
| 1.           | 〈아침같은 사랑〉                    | 정성미       | Michale Patrick | 유진영          | 4:09      |
| 2.           | 〈A LETTER〉                         |              |                 | 니시무라 유키에 | 4:12      |
| 3.           | 〈Balla, Balla, Balla〉              |              |                 | 니시무라 유키에 | 3:06      |
| 4.           | 〈남겨진 그대에게〉                  |              |                 | 우한나          | 4:17      |
| 5.           | 〈볼 수만 있다면〉                   | 이재경       | 김영석, 황선영  | BABY BLUE       | 4:03      |
| 6.           | 〈Les Mots D'amour〉                 |              |                 |                 | 2:57      |
| 7.           | 〈아침같은 사랑〉 (Acustic Version)  |              | Michale Patrick | 이상순          | 2:57      |
| 8.           | 〈볼 수만 있다면〉 (Acustic Version) |              | 김영석, 황선영  | BABY BLUE       | 2:52      |
| 9.           | 〈Kiss the Blues Away〉              |              |                 | 니시무라 유키에 | 6:08      |
| 10.          | 〈I Need To Be In Love〉             |              |                 | 최유원          | 3:26      |
| 총 재생 시간 | 총 재생 시간                         | 총 재생 시간 | 총 재생 시간    | 총 재생 시간    | 38:07     |

## 참고 사항
- 일본의 드라마 《러브 제너레이션》을 표절한 작품이다.
- 낮은 시청률로 인해 10부작으로 조기 종영되었다.
- '방송담당 기자들이 뽑은 최고 TV 프로그램'에서 워스트 프로그램으로 드라마 부문 2위를 차지하는 불명예를 안았고,[3] 육정원 작가는 표절로 인해 한국방송작가협회로부터 제명당하였다.[4]